# Val-de-Ruz
Val-de-Ruz är en kommun i kantonen Neuchâtel, Schweiz.
Kommunerna Boudevilliers, Cernier, Chézard-Saint-Martin, Coffrane, Dombresson, Engollon, Fenin-Vilars-Saules, Fontainemelon, Fontaines, Les Geneveys-sur-Coffrane, Les Hauts-Geneveys, Montmollin, Le Pâquier, Savagnier och Villiers slogs samman till den nya kommunen Val-de-Ruz den 1 januari 2013.